# Villa Willmar Schwabe

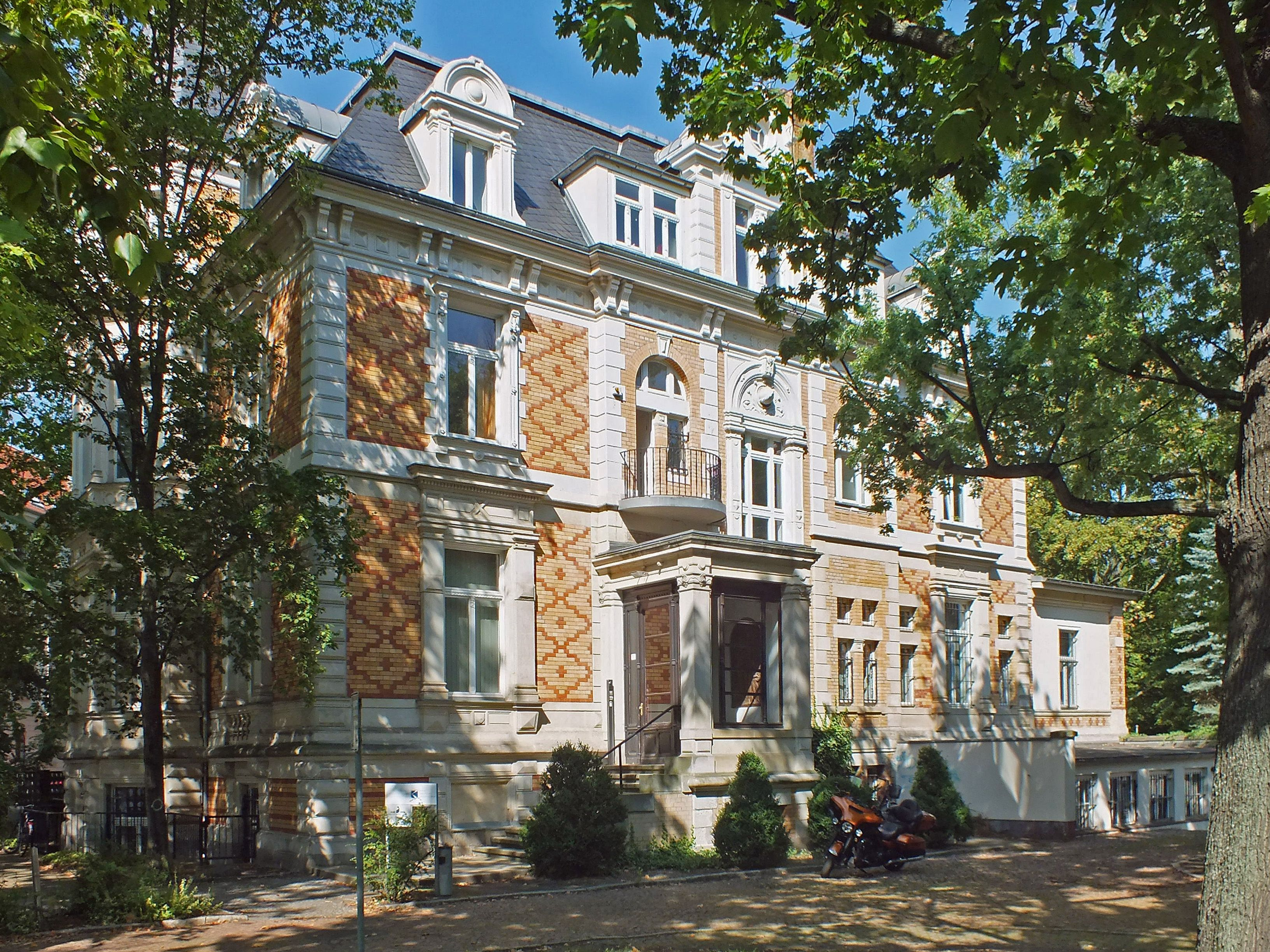
Ostseite der Villa (2016)

Die Villa Willmar Schwabe ist ein Gebäude aus der Zeit des Historismus im Leipziger Stadtbezirk Ost. Sie steht unter Denkmalschutz.

## Lage
Die Adresse der Villa lautet Kohlgartenstraße 33. Das Grundstück grenzt ferner an die Elsa- und die Lutherstraße. Nach Norden schließt sich der Elsapark an. Das Gebäude ist von der Straße zurückgesetzt und von hohem Baumbestand umgeben.
Das Grundstück gehört zur Flur des ehemaligen Dorfes und späteren Stadtteils Reudnitz. Mit der Einführung der kommunalen Gliederung der Stadt nach Ortsteilen 1992 kam es zum Ortsteil Neustadt-Neuschönefeld.

## Geschichte

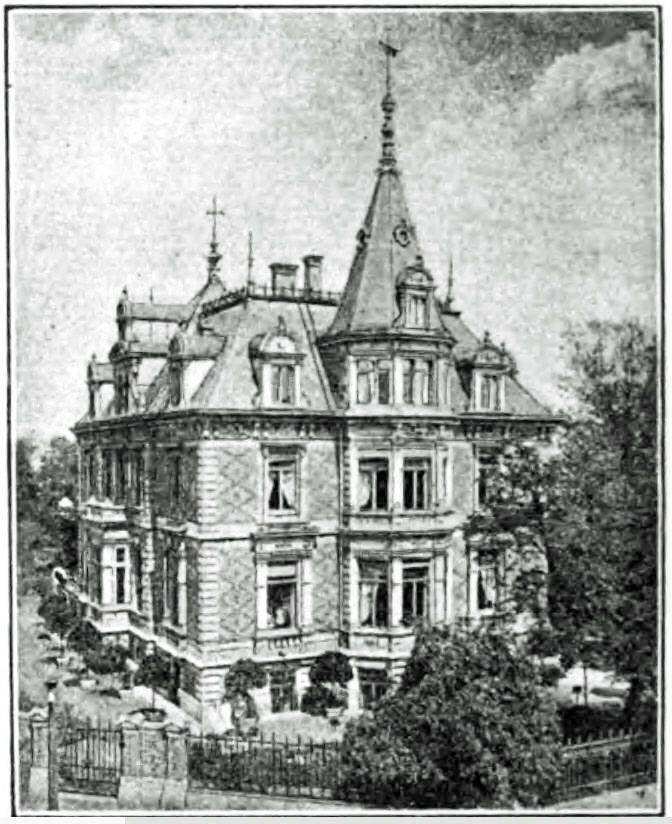
Die Villa kurz nach ihrer Erbauung

Im Jahr 1879 kaufte der auf dem Gebiet der Homöopathie tätige Leipziger Apotheker Willmar Schwabe (1839–1917) im östlich von Leipzig gelegenen und 1989 nach Leipzig eingemeindeten Dorf Reudnitz ein etwa drei Hektar großes Grundstück, das von der Kohlgartenstraße bis zu der in dieser Zeit noch offen verlaufenden Östlichen Rietzschke reichte. An der Kohlgartenstraße, damals noch die Hausnummer 17, ließ er sich nach Plänen des Leipziger Architekten Bruno Grimm eine aufwändige Villa als Familiensitz errichten.
Das rückwärtige Gelände wurde parkähnlich gestaltet und enthielt einen Teich mit einer Insel und einen Tennisplatz. Entlang der Grenze zur Konstantinstraße ließ Schwabe von 1887 bis 1891 sechs fünfgeschossige Mietshäuser errichten. 1939 wurde ein Großteil des Gartens als Elsapark für die Öffentlichkeit freigegeben.
Heute enthält der Park einen Kinderspielplatz und steht unter Denkmalschutz. Die Villa wird von einer Steuerberatungsgesellschaft, von Patentanwälten und einer Handels-AG genutzt.

## Architektur

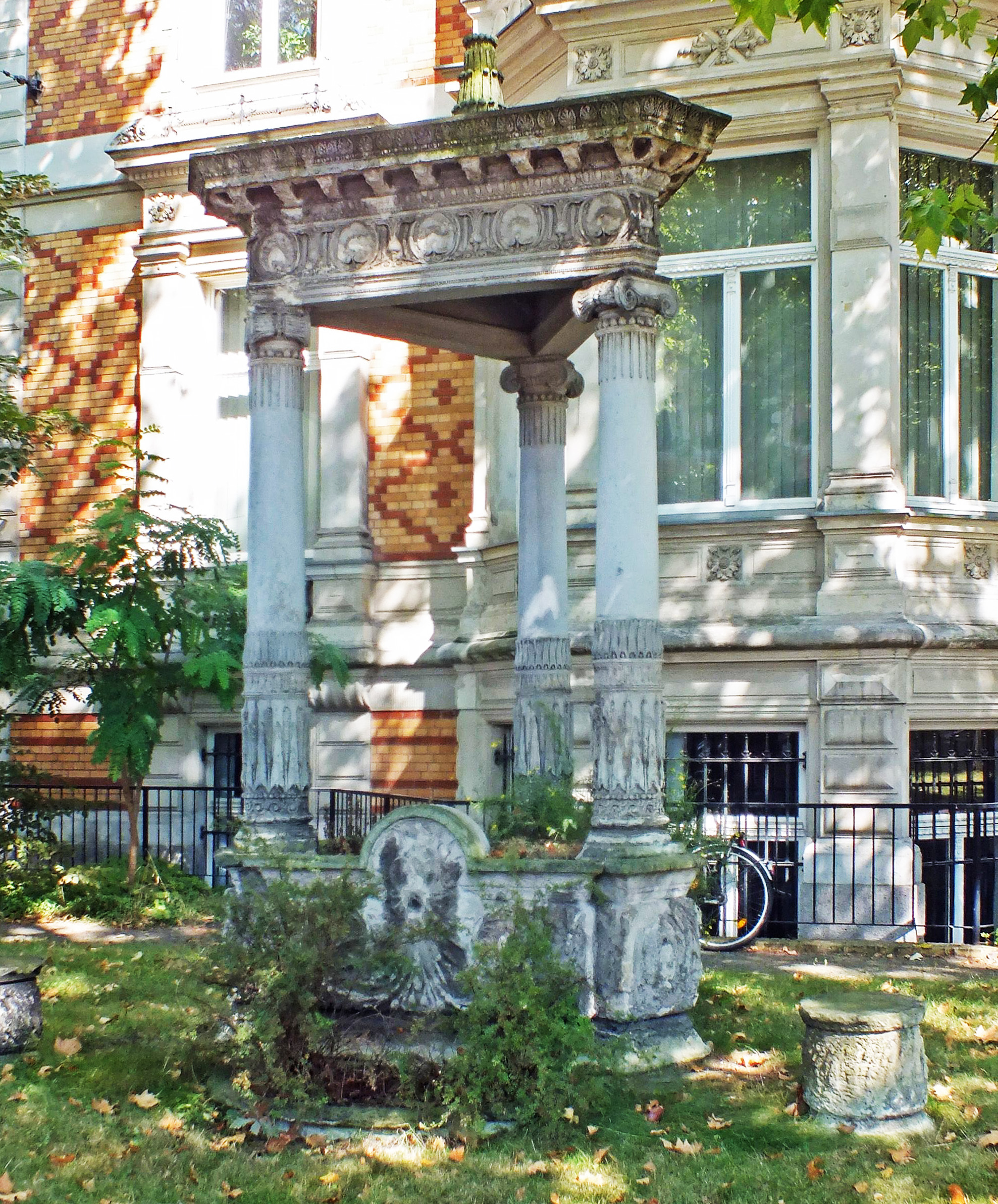
Brunnen (2016)

Die Villa erhebt sich auf einer Grundfläche von etwa 27 × 18 m. Sie ist zweigeschossig mit einem Souterrain. Das Mansarddach weist nach allen Seiten Bogendachgauben auf. Die Fassade ist mit zweifarbigen Klinkern belegt und mit Sandsteinelementen abgesetzt. Die Straßenfront besitzt einen Dreiseitrisalit, der von einem Spitztürmchen gekrönt wird. Der Hauptzugang mit Vorbau befindet sich auf der Ostseite. Die ehemalige Freitreppe zum Garten ist einem einstöckigen Anbau gewichen.
Vor der Straßenseite steht ein kunstvoller dreieckiger Brunnen mit Säulen und Dachfries, der aber kein Wasser mehr führt.